# Asienspiele 2018/Turnen
| Medaillenspiegel Turnen (nach 14 von 14 Entscheidungen) | Medaillenspiegel Turnen (nach 14 von 14 Entscheidungen) | Medaillenspiegel Turnen (nach 14 von 14 Entscheidungen) | Medaillenspiegel Turnen (nach 14 von 14 Entscheidungen) | Medaillenspiegel Turnen (nach 14 von 14 Entscheidungen) | Medaillenspiegel Turnen (nach 14 von 14 Entscheidungen) |
| Platz                                                   | Land                                                    | Gold                                                    | Silber                                                  | Bronze                                                  | Gesamt                                                  |
| ------------------------------------------------------- | ------------------------------------------------------- | ------------------------------------------------------- | ------------------------------------------------------- | ------------------------------------------------------- | ------------------------------------------------------- |
| 01                                                      | Volksrepublik China                                     | 8                                                       | 5                                                       | 5                                                       | 18                                                      |
| 02                                                      | Südkorea                                                | 2                                                       | 1                                                       | 1                                                       | 4                                                       |
| 02                                                      | Chinesisch Taipeh                                       | 2                                                       | 1                                                       | 1                                                       | 4                                                       |
| 04                                                      | Nordkorea                                               | 1                                                       | 2                                                       | 3                                                       | 6                                                       |
| 05                                                      | Hongkong                                                | 1                                                       | —                                                       | —                                                       | 1                                                       |
| 06                                                      | Japan                                                   | —                                                       | 3                                                       | 3                                                       | 6                                                       |
| 07                                                      | Indonesien                                              | —                                                       | 1                                                       | 1                                                       | 2                                                       |
| 07                                                      | Usbekistan                                              | —                                                       | 1                                                       | —                                                       | 1                                                       |
| Total                                                   | Total                                                   | 14                                                      | 14                                                      | 14                                                      | 42                                                      |

Bei den Asienspielen 2018 in Jakarta, Indonesien wurden vom 20. bis 30. August zwölf Wettbewerbe im Geräteturnen ausgetragen, sechs für Frauen und acht für Männer.

## Männer

### Mehrkampf
| Platz | Land | Athlet             | Punkte |
| ----- | ---- | ------------------ | ------ |
| 1     | CHN  | Lin Chaopan        | 86,750 |
| 2     | JPN  | Shōgo Nonomura     | 85,950 |
| 3     | CHN  | Xiao Ruoteng       | 85,500 |
| 4     | JPN  | Kakeru Tanigawa    | 84,850 |
| 5     | JPN  | Kenta Chiba        | 83,450 |
| 6     | TPE  | Lee Chih-kai       | 81,900 |
| 7     | KOR  | Kim Han-sol        | 81,850 |
| 8     | PHI  | Carlos Edriel Yulo | 80,750 |

Die Wettkämpfe fanden am 20. August statt.

### Boden
| Platz | Land | Athlet          | Punkte |
| ----- | ---- | --------------- | ------ |
| 1     | KOR  | Kim Han-sol     | 14,675 |
| 2     | TPE  | Tang Chia-hung  | 14,425 |
| 3     | CHN  | Lin Chaopan     | 14,225 |
| 4     | TPE  | Lee Chih-kai    | 13,950 |
| 5     | KAZ  | Milad Karimi    | 13,675 |
| 6     | CHN  | Xiao Ruoteng    | 13,525 |
| 7     | PHI  | Carlos Yulo     | 13,500 |
| 8     | JPN  | Kakeru Tanigawa | 13,425 |

Die Wettkämpfe fanden am 23. August statt.

### Sprung
| Platz | Land | Athlet             | Punkte |
| ----- | ---- | ------------------ | ------ |
| 1     | HKG  | Shek Wai Hung      | 14,612 |
| 2     | KOR  | Kim Han-sol        | 14,550 |
| 3     | INA  | Agus Prayoko       | 14,125 |
| 4     | PHI  | Carlos Yulo        | 13,662 |
| 5     | PRK  | Ri Se-gwang        | 13,400 |
| 6     | VIE  | Lê Thanh Tùng      | 13,187 |
| 7     | THA  | Nattipong Aeadwong | 13,150 |
| 8     | HKG  | Jim Man Hin        | 6,500  |

Die Wettkämpfe fanden am 24. August statt.

### Pauschenpferd
| Platz | Land | Athlet            | Punkte |
| ----- | ---- | ----------------- | ------ |
| 1     | TPE  | Lee Chih-kai      | 15,400 |
| 2     | CHN  | Zou Jingyuan      | 15,100 |
| 3     | CHN  | Sun Wei           | 15,075 |
| 4     | IRI  | Saeedreza Keikha  | 14,775 |
| 5     | KOR  | Park Min-soo      | 14,475 |
| 6     | KAZ  | Nariman Kurbanow  | 13,550 |
| 7     | JPN  | Tomomasa Hasegawa | 13,175 |
| 8     | JPN  | Kenta Chiba       | 10,875 |

Die Wettkämpfe fanden am 23. August statt.

### Ringe
| Platz | Land | Athlet         | Punkte |
| ----- | ---- | -------------- | ------ |
| 1     | CHN  | Deng Shudi     | 14,750 |
| 2     | CHN  | Shōgo Nonomura | 14,625 |
| 3     | TPE  | Chen Chih-yu   | 14,600 |
| 4     | HKG  | Ng Kiu Chung   | 14,550 |
| 5     | VIE  | Đặng Nam       | 14,500 |
| 6     | CHN  | Sun Wei        | 14,375 |
| 7     | KOR  | Park Min-soo   | 14,150 |
| 8     | PRK  | Jong Ryong-il  | 14,075 |

Die Wettkämpfe fanden am 23. August statt.

### Barren
| Platz | Land | Athlet                | Punkte |
| ----- | ---- | --------------------- | ------ |
| 1     | CHN  | Zou Jingyuan          | 15,725 |
| 2     | CHN  | Xiao Ruoteng          | 14,900 |
| 3     | JPN  | Kenta Chiba           | 14,850 |
| 4     | HKG  | Kakeru Tanigawa       | 14,775 |
| 5     | PRK  | Han Jong-hyok         | 14,725 |
| 6     | TPE  | Lee Chih-kai          | 14,025 |
| 7     | KOR  | Lee Jun-ho            | 13,900 |
| 8     | UZB  | Rasuljon Abdurakhimov | 12,875 |

Die Wettkämpfe fanden am 23. August statt.

### Reck
| Platz | Land | Athlet          | Punkte |
| ----- | ---- | --------------- | ------ |
| 1     | TPE  | Tang Chia-hung  | 14,725 |
| 2     | CHN  | Sun Wei         | 14,500 |
| 3     | CHN  | Xiao Ruoteng    | 14,225 |
| 4     | KOR  | Lee Jun-ho      | 14,200 |
| 5     | VIE  | Lê Thanh Tùng   | 13,300 |
| 6     | JPN  | Kenta Chiba     | 13,250 |
| 7     | JPN  | Kakeru Tanigawa | 12,750 |
| 8     | KAZ  | Milad Karimi    | 11,200 |

Die Wettkämpfe fanden am 24. August statt.

### Mehrkampf Team
| Platz | Land                | Athlet                                                                                     | Punkte  |
| ----- | ------------------- | ------------------------------------------------------------------------------------------ | ------- |
| 1     | Volksrepublik China | Deng Shudi Lin Chaopan Sun Wei Xiao Ruoteng Zou Jingyuan                                   | 260,950 |
| 2     | Japan               | Kenta Chiba Tomomasa Hasegawa Fuya Maeno Shogo Nonomura Kakeru Tanigawa                    | 248,550 |
| 3     | Südkorea            | Kim Han-sol Lee Hyeok-jung Lee Jae-seong Lee Jun-ho Park Min-soo                           | 247,400 |
| 4     | Chinesisch Taipeh   | Chen Chih-yu Yu Chao-wei Lee Chih-kai Shiao Yu-jan Tang Chia-hung                          | 240,300 |
| 5     | Vietnam             | Lê Thanh Tùng Đinh Phương Thành Đặng Nam Phạm Phước Hưng Do Vu Hung                        | 234,750 |
| 6     | Kasachstan          | Iljas Asisow Milad Karimi Äkim Mussajew Jerbol Jantykow Nariman Korbanow                   | 234,300 |
| 7     | Usbekistan          | Anton Fokin Abdulla Azimov Rasuljon Abdurakhimov Khusniddin Abdusamatov Akobir Khamrokulov | 229,000 |
| 8     | Iran                | Mahdi Ahmad Kohani Mohammadreza Khosronezhad Saeedreza Keikha Saman Madani                 | 164,250 |

Die Wettkämpfe fanden am 22. August statt.

## Frauen

### Mehrkampf
| Platz | Land | Athlet               | Punkte |
| ----- | ---- | -------------------- | ------ |
| 1     | CHN  | Chen Yile            | 55,950 |
| 2     | CHN  | Luo Huan             | 54,550 |
| 3     | PRK  | Kim Su-jong          | 53,600 |
| 4     | PRK  | Jon Jang-mi          | 51,550 |
| 5     | KOR  | Kim Ju-ry            | 51,400 |
| 6     | JPN  | Shiho Nakaji         | 51,250 |
| 7     | MAS  | Farah Ann Abdul Hadi | 51,200 |
| 8     | KOR  | Yeo Seo-jeong        | 80,750 |

Die Wettkämpfe fanden am 21. August statt.

### Sprung
| Platz | Land | Athlet             | Punkte |
| ----- | ---- | ------------------ | ------ |
| 1     | KOR  | Yeo Seo-jeong      | 14,387 |
| 2     | UZB  | Oksana Chusovitina | 14,287 |
| 3     | PRK  | Pyon Rye-yong      | 13,875 |
| 4     | INA  | Rifda Irfanaluthfi | 13,287 |
| 5     | TPE  | Fang Ko-ching      | 13,187 |
| 6     | PRK  | Kim Su-jong        | 13,137 |
| 7     | IND  | Aruna Reddy        | 12,775 |
| 8     | IND  | Pranati Nayak      | 12,650 |

Die Wettkämpfe fanden am 23. August statt.

### Boden
| Platz | Land | Athlet             | Punkte |
| ----- | ---- | ------------------ | ------ |
| 1     | PRK  | Kim Su-jong        | 13,025 |
| 2     | INA  | Rifda Irfanaluthfi | 12,750 |
| 3     | JPN  | Shiho Nakaji       | 12,600 |
| 4     | KOR  | Kim Ju-ry          | 12,550 |
| 5     | CHN  | Chen Yile          | 12,500 |
| 6     | MAS  | Tan Ing Yueh       | 12,450 |
| 7     | KOR  | Yeo Seo-jeong      | 12,425 |
| 8     | JPN  | Soyoka Hanawa      | 12,375 |

Die Wettkämpfe fanden am 24. August statt.

### Stufenbarren
| Platz | Land | Athlet               | Punkte |
| ----- | ---- | -------------------- | ------ |
| 1     | CHN  | Liu Tingting         | 14,600 |
| 2     | CHN  | Luo Huan             | 14,225 |
| 3     | PRK  | Jon Jang-mi          | 14,200 |
| 4     | JPN  | Yuki Uchiyama        | 13,850 |
| 5     | MAS  | Farah Ann Abdul Hadi | 13,200 |
| 6     | KOR  | Kim Ju-ry            | 13,175 |
| 7     | JPN  | Yumika Nakamura      | 13,075 |
| 8     | PRK  | Kim Su-jong          | 11,925 |

Die Wettkämpfe fanden am 23. August statt.

### Schwebebalken
| Platz | Land | Athlet            | Punkte |
| ----- | ---- | ----------------- | ------ |
| 1     | CHN  | Chen Yile         | 14,600 |
| 2     | PRK  | Kim Su-jong       | 13,400 |
| 3     | CHN  | Zhang Jin         | 13,325 |
| 4     | JPN  | Shiho Nakaji      | 12,600 |
| 5     | IND  | Dipa Karmakar     | 12,500 |
| 6     | PRK  | Pyon Rye-yong     | 12,400 |
| 7     | SGP  | Nadine Joy Nathan | 12,325 |
| 8     | PRK  | Yeo Seo-jeong     | 12,225 |

Die Wettkämpfe fanden am 24. August statt.

### Mehrkampf Team
| Platz | Land                | Athlet                                                                 | Punkte  |
| ----- | ------------------- | ---------------------------------------------------------------------- | ------- |
| 1     | Volksrepublik China | Chen Yile Liu Jinru Liu Tingting Luo Huan Zhang Jin                    | 165,250 |
| 2     | Nordkorea           | Jon Jang-mi Jong Un-gyong Kim Su-jong Kim Won-yong Pyon Rye-yong       | 157,350 |
| 3     | Japan               | Soyoka Hanawa Shiho Nakaji Yumika Nakamura Yuki Uchiyama Yurika Yumoto | 157,150 |
| 4     | Südkorea            | Kim Ju-ry Yeo Seo-jeong Yun Na-rae Ham Mi-ju Lee Eun-ju                | 150,350 |
| 5     | Chinesisch Taipeh   | Fang Ko-ching Chuang Hsiu-ju Lai Pin-ju Huang Hui-mei Chen Chian-shiun | 142,800 |
| 6     | Malaysia            | Farah Ann Abdul Hadi Tan Ing Yueh Tracie Ang                           | 140,100 |
| 7     | Indien              | Dipa Karmakar Aruna Reddy Pranati Das Pranati Nayak Mandira Chowdhury  | 138,050 |
| 8     | Indonesien          | Rifda Irfanaluthfi Amalia Fauziah Tazsa Devira Armartiani Nur Cahya    | 129,350 |

Die Wettkämpfe fanden am 22. August statt.